# Rhinella vellardi
Rhinella vellardi es una especie de anfibios de la familia Bufonidae.
Es endémica del departamento de Cajamarca (Perú).
Su hábitat natural incluye montanos secos, ríos, marismas de agua dulce.